# Assela
Assela (în arabă عسلة) este o comună din provincia Naâma, Algeria.
Populația comunei este de 9.879 de locuitori (2008).